# إسحاق شابليي

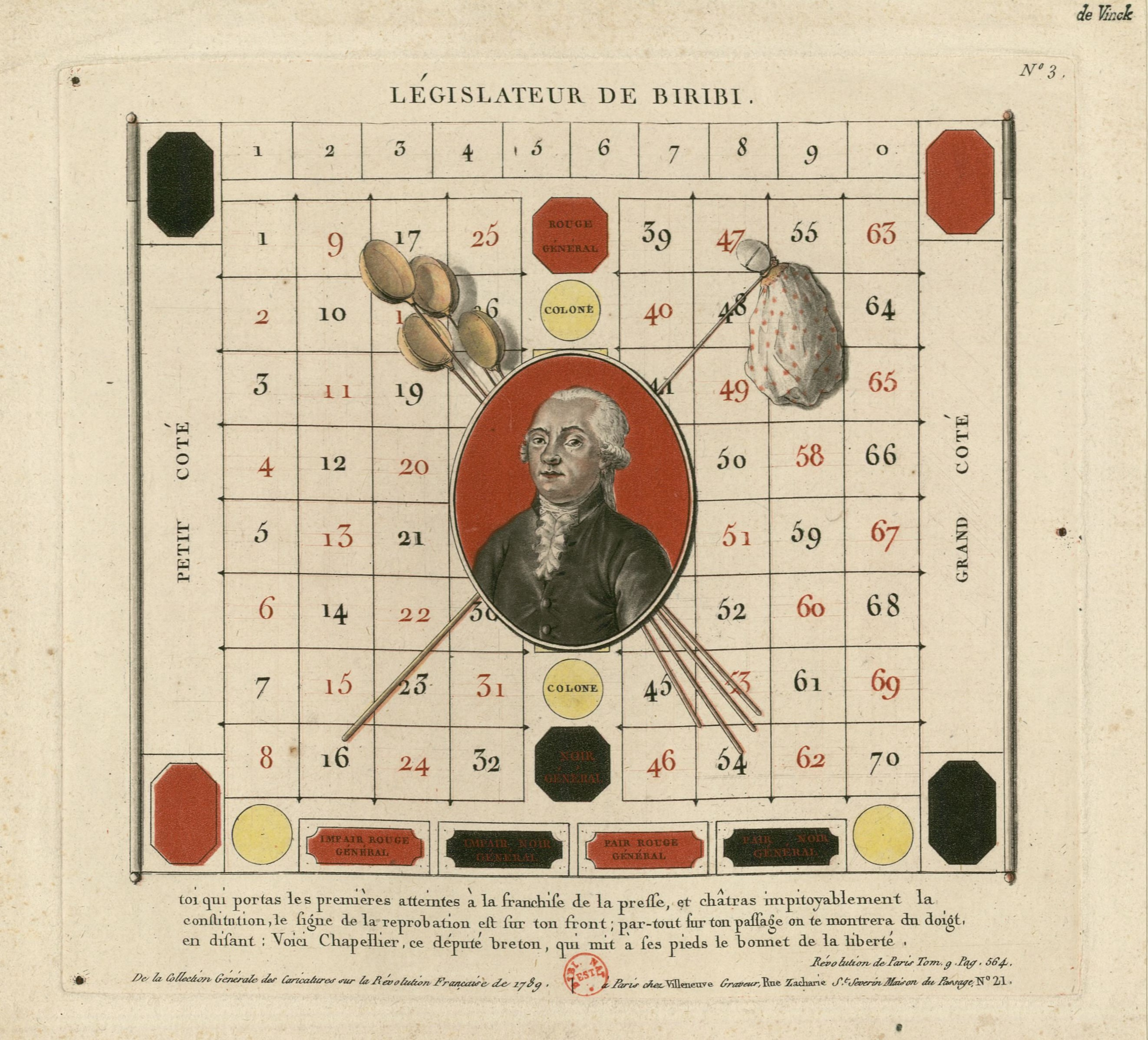
كاريكاتور إسحاق شابليي في لعبة بيريبي.

إسحاق رينيه غي لو شابليي (بالفرنسية: Isaac René Guy le Chapelier) (ولد في 12 يونيو 1754 في مدينة رين الفرنسية وأعدم بتاريخ 22 أبريل 1794 في باريس العاصمة) كان محاميا وسياسيا فرنسيا، شغل عدة مناصب مرموقة أبرزها نائبا للممتلكات العامة عام 1789 ثم رئيسا للجمعية التأسيسية للدستور الفرنسي.
اشتهر بإصداره لقانون شابليي الذي أثار موجة لغط في حقبة القرن الثامن عشر بسبب قمعه للنقابات المهنية والمجتمعات التجارية، ومنع العمال في المستقبل من أي تحالفات تجارية للدفاع عن مصالحهم.